# Isonychus flavopilosus
Isonychus flavopilosus är en skalbaggsart som beskrevs av Moser 1921. Isonychus flavopilosus ingår i släktet Isonychus och familjen Melolonthidae. Inga underarter finns listade i Catalogue of Life.